# Histoire militaire de l'Allemagne

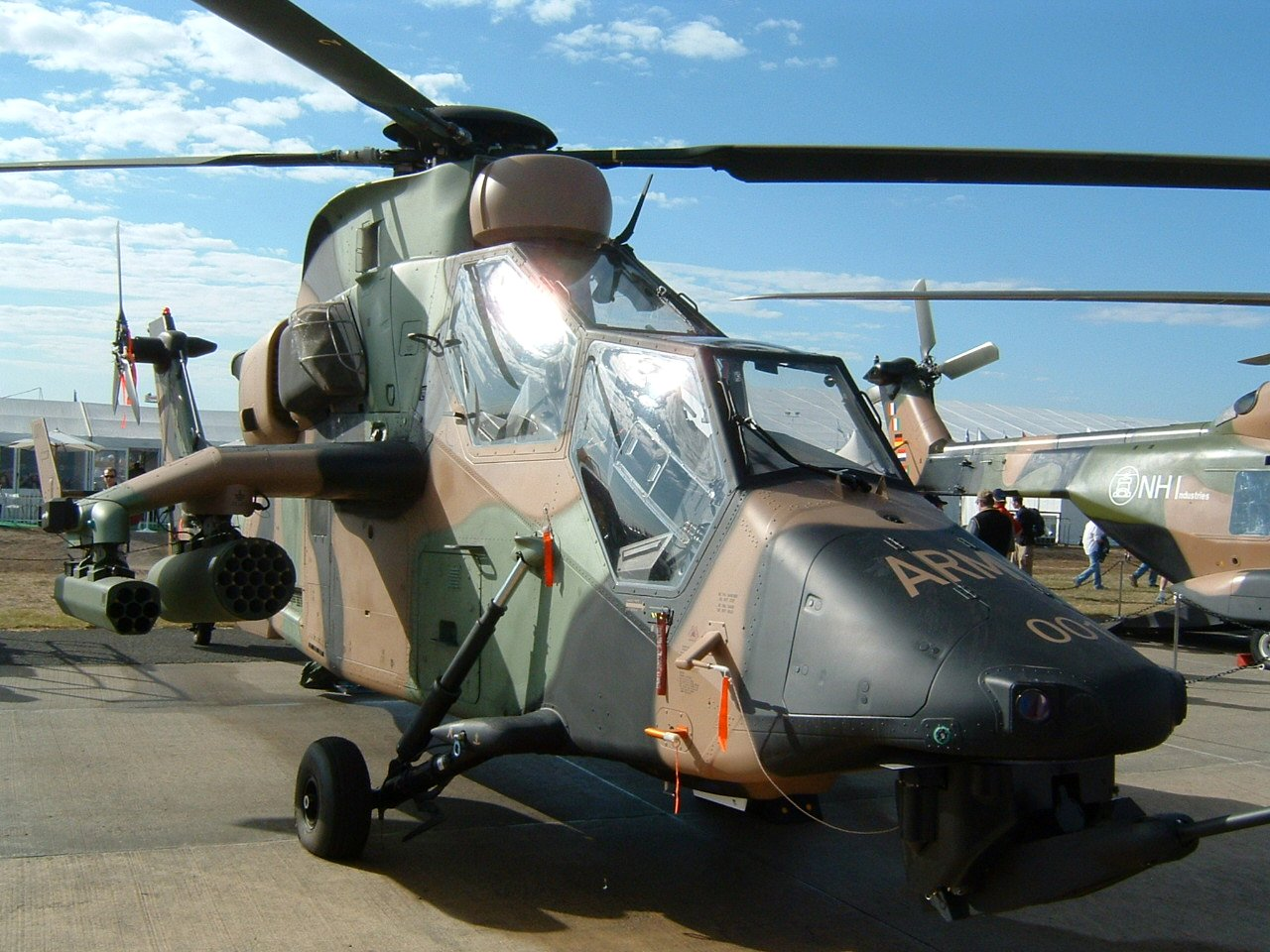
L’Eurocopter Tigre, réalisation franco-allemande.

L’histoire militaire de l’Allemagne couvre plus d’un millénaire d’Histoire à travers l’Allemagne, l’Europe et les anciennes colonies allemandes.
Tandis que le peuple allemand et la langue allemande ont une longue histoire séculaire, l'Allemagne en tant qu'État-nation ne remonte qu'à 1871, date de naissance de l'Empire allemand. Les premières périodes sont encore sujettes à des discussions sur leur définition. Les Francs, par exemple, étaient une union de tribus germaniques, cependant certains Francs se sont identifiés plus tard comme Hollandais, Flamands, Français ou encore Allemands. La capitale de l'empire médiéval de Charlemagne était la ville d'Aix-la-Chapelle, région maintenant en Allemagne alors qu'il était pourtant Franc. La France a été baptisée du nom des Francs et les Hollandais et Flamands sont les seuls pour parler une langue qui descende de la langue franque. Par conséquent, presque tous les pays continentaux d'Europe de l'Ouest peuvent se réclamer de l’héritage de Charlemagne. Le Saint-Empire romain germanique qu’il a fondé était en grande partie, même si pas complètement, de langue allemande. La Prusse, qui a unifié l'Allemagne au XIXe siècle, a eu une partie significative du territoire de l’actuelle Pologne. Au début du XIXe siècle, le philosophe Friedrich Schlegel s'est référé à l'Allemagne sous le terme de Kulturnation, une nation à la même culture mais divisée politiquement comme en Grèce antique.
Tôt pendant les périodes médiévales antiques, les tribus germaniques n'ont eu aucune langue écrite. Ce que nous connaissons de leur histoire militaire provient de rapports écrits en latin et de l'archéologie. Ceci laisse des zones d'ombre importantes. Les guerres germaniques contre les Romains sont assez bien documentées mais avec le point de vue romain et donc subjectif. Les guerres germaniques contre les Celtes demeurent cependant mystérieuses parce qu'aucun côté n'a gardé d'écrits des évènements.

## Préhistoire et Antiquité

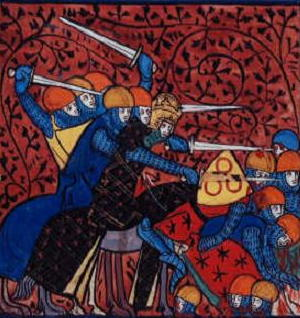
Charlemagne conquiert la Saxonie : son opposant est Widukind de Saxe.

On pense que les tribus germaniques proviennent de l'âge du bronze nordique dans l'Allemagne du Nord et la Scandinavie du Sud. Les tribus se déplaçaient vers le sud, possiblement motivées par la détérioration du climat de leur patrie. Il traversèrent le fleuve Elbe, probablement conquérant les territoires de la Volcae celtique dans le bassin de la Weser. Les Romains enregistrèrent une de ces migrations tôt quand les Cimbres et les Teutons menaçaient la République elle-même vers la fin du IIe siècle av. J.-C. Dans l'Est, autres tribus comme les Goths, les Ruges, et les Vandales s'installèrent au bord de la mer Baltique, poussant au sud et enfin s'installant jusqu’à l'Ukraine. Les Angles et les Saxons émigrèrent vers l'Angleterre. Les peuples germaniques avaient souvent un rapport tendu avec leurs voisins, menant à plus de deux millénaires de conflits militaires sur des désaccords territoriaux, religieux, idéologiques, et économiques.

## Le Saint-Empire romain germanique

### Moyen Âge
Le Saint-Empire romain germanique (également appelé le « Premier Empire allemand ») a émergé de la partie orientale de l’Empire d'Occident carolingien, après sa division dans le traité de Verdun de 843, et a duré presque un millénaire jusqu’à sa dissolution en 1806. Il n’a jamais été un État uni : dès le début il était composé de nombreuses appartenances ethniques et langues. Il comportait des territoires s’étendant de l’Est de la France au Nord de l’Italie. La principale cause d’unification était son héritage carolingien et la forte présence religieuse, mais dès lors, la majorité des sujets se considérait comme « germanique ».

Représentation des blasons des composantes de l'Empire, sous les ailes de l'Aigle bicéphale impérial.
David de Negker, Augsbourg, 1510.

De 919 à 936 les peuples germaniques (Francs, Saxons, de Souabe et de Bavière) sont unifiés sous Henri Ier de Germanie, duc de Saxe qui prend ensuite le titre de roi. Pour la première fois, le terme « royaume » (Regnum Teutonicorum) est appliqué au Royaume franc.
En 955, les Magyars sont décisivement défaits à la bataille du Lechfeld par Otton Ier du Saint-Empire, éliminant la menace venue des steppes eurasiennes pendant près de quatre siècles. En 962, en partie grâce à cette victoire, Otton s'est rendu à Rome et se fait couronner « Premier empereur du Saint Empire romain germanique » par le pape.
En 1155, les États du Saint-Empire romain germanique sont tombés dans la confusion et le désordre. L'empereur Frédéric Barberousse parvient à la paix par la diplomatie et a habilement arrangé des mariages royaux. Il a exigé l'annexion de l'Italie et a effectué plusieurs incursions en Italie du Nord, mais est finalement défait par la Ligue lombarde à Legnano en 1176. En 1189, Frédéric se lance dans la Troisième croisade. Après quelques succès initiaux contre les peuples turcs, notamment à Konya, Frédéric il meurt en essayant de traverser un fleuve. Sans guide, paniquées et attaquées de tous les côtés, seulement une minuscule partie des forces en réchappent.
En 1226, Conrad Ier de Mazovie fait appel à l’ordre Teutonique, un ordre militaire allemand de croisade, pour défendre ses frontières et pour soumettre les païens de la région balte. La conquête et la christianisation de la Prusse sont accomplies en plus de 50 ans, après quoi l’ordre le dirige comme un État souverain. Son conflit avec l’État de Pologne-Lituanie, sur le contrôle de la terre mena en 1410 à la bataille de Grunwald. Une armée de Pologne-Lituanie inflige une importante défaite et brise la puissance militaire de l’ordre, bien qu’il soit parvenu à garder la plupart de ses territoires.

Les territoires liés au Saint-Empire romain germanique en 1630.

En 1315, les cantons suisses infligent une lourde défaire à Léopold Ier d'Autriche à la bataille de Morgarten : c'est le début d'une mutation militaire où la prépondérance passe de la chevalerie à l'infanterie.
Les croisades contre les Hussites, entre 1419 et 1434 en Bohême, prennent leurs origines dans le conflit entre les catholiques et les disciples d'une secte religieuse fondée par Jan Hus. L'action qui provoque la guerre est la Première défenestration de Prague, dans laquelle le maire et les membres de conseil de la ville de Prague sont jetés des fenêtres de l'hôtel de ville. L'Empereur romain germanique Sigismond, ferme adhérent de l'Église de Rome, obtient l'appui du pape Martin V qui publie une bulle pontificale en 1420 proclamant une croisade. En tout, quatre croisades ont été lancées contre les « hérétiques », toutes ayant pour résultat la défaite des troupes catholiques. Les Hussites, habilement menés par Jan Žižka, utilisent une tactique de chariots armés d'artillerie pour défaire leurs ennemis pourtant numériquement supérieurs, notamment à Sudomer, Vyšehrad, Havlíčkův Brod et décisivement à Ústí nad Labem. Une fois les armées des croisés dispersées, les Hussites répliquent en envahissant leurs terres d'origine, principalement la Saxe. Après la mort de Jan Žižka en 1424, les armées hussites sont menées par Procope le Grand à une autre victoire à la bataille de Tachov (en) en 1427. Le mouvement des Hussites prend fin en 1434, cependant, à la bataille de Lipany.

### Époque moderne
Sous la maison de Habsbourg, Maximilien Ier puis son petit-fils Charles Quint et son frère Ferdinand Ier s'efforcent de rétablir l'unité germanique mais la paix perpétuelle proclamée par Maximilien en 1495 est peu respectée. L'empereur parvient à rassembler les princes allemands contre la grande révolte des paysans (1524-1526) et les invasions turques mais les princes luthériens de la ligue de Smalkalde s'allient au roi de France pendant les guerres d'Italie tandis que des mercenaires allemands, les lansquenets (piquiers sur le modèle suisse) puis les reîtres (cavalerie légère), passent d'un camp à l'autre. 

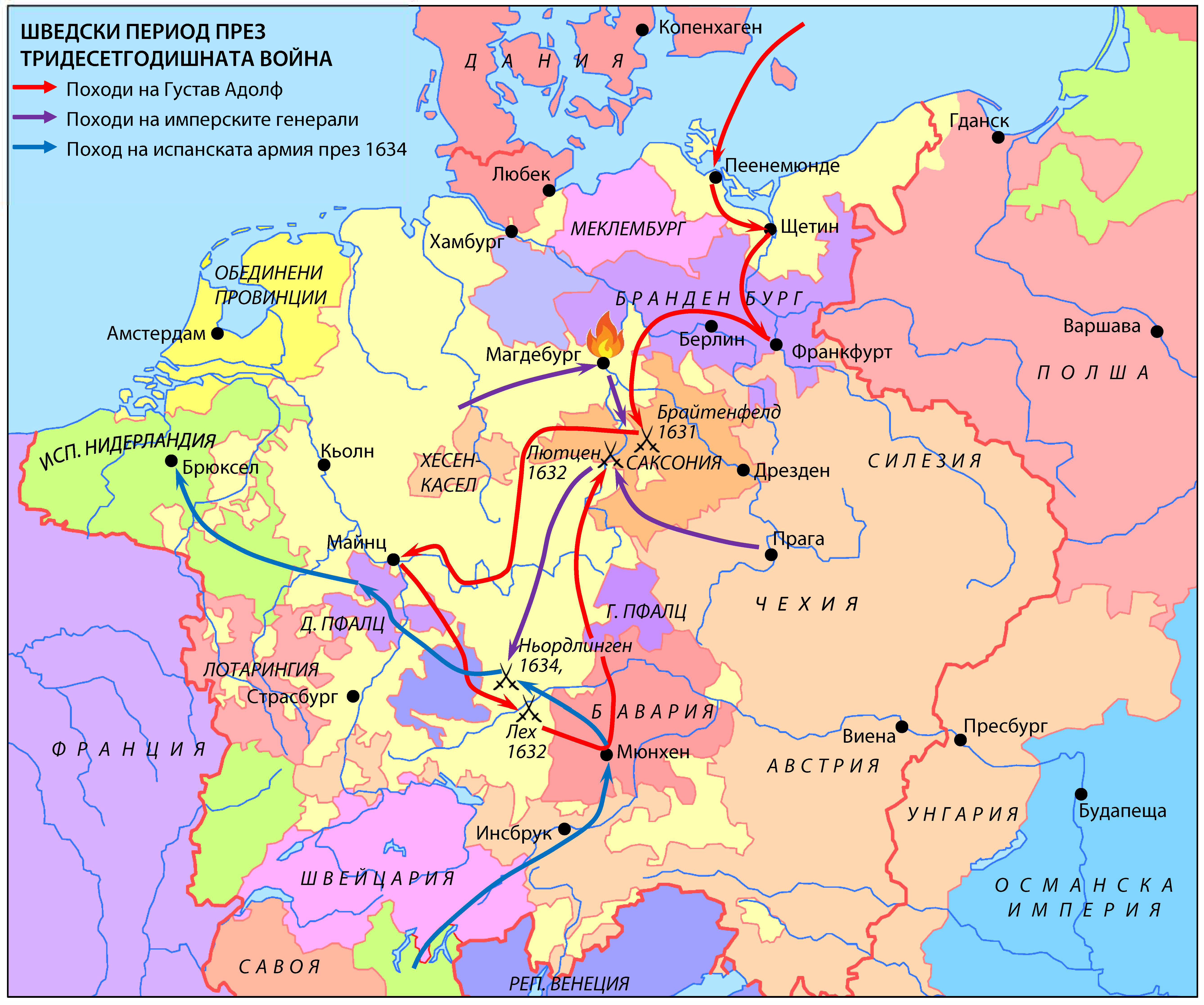
Phase suédoise de la guerre de Trente Ans : offensives suédoises (rouge), impériales (violet) et espagnoles (bleu).

De 1618 à 1648, la guerre de Trente Ans ravage l'Allemagne : l'empereur, aidé par son cousin le roi d'Espagne, tente de soumettre les princes protestants mais subit une série de défaites contre la très eficace armée suédoise du roi luthérien Gustave II Adolphe de Suède jusqu’à sa mort à la bataille de Lützen (1632). La France intervient alors dans le conflit allemand et finit par dicter les conditions de la paix 
aux traités de Westphalie (1648) qui consacrent la quasi-indépendance des principautés par rapport à l'empereur. L'Allemagne, ravagée par les combats, les pillages, l'exode des populations et la peste, a perdu un tiers de sa population.
Les guerres suivantes sur les frontières occidentales, menées par des petites armées professionnelles, sont moins dévastatrices à l'exception du sac du Palatinat (1688-1689) par ordre de Louis XIV. À l'est, la bataille de Vienne (1683), avec l'appui de la Pologne-Lituanie, écarte définitivement le danger turc.
Pendant le règne de Frédéric-Guillaume Ier de Prusse (1713-1740), la puissance militaire de la Prusse est sensiblement améliorée. Il fait de son armée un instrument de guerre efficace et très discipliné tout en organisant le gouvernement autour des besoins militaires. L'armée est portée à 80 000 hommes, soit environ 4 % de la population totale. Des paysans sont recrutés par les militaires puis formés, mais renvoyés chez eux dix mois par an. 
Le prince Eugène de Savoie-Carignan de Savoie devient le principal général de l'Empire contre les armées ottomanes et françaises jusqu'à sa mort en 1736. Lors de la guerre de Succession d'Autriche (1740-1748), l'impératrice Marie-Thérèse, mariée à François de Lorraine, parvient à empêcher le démembrement de la monarchie de Habsbourg et maintenir la couronne impériale dans sa lignée au prix de la cession du duché de Lorraine.

### Les guerres de Frédéric II

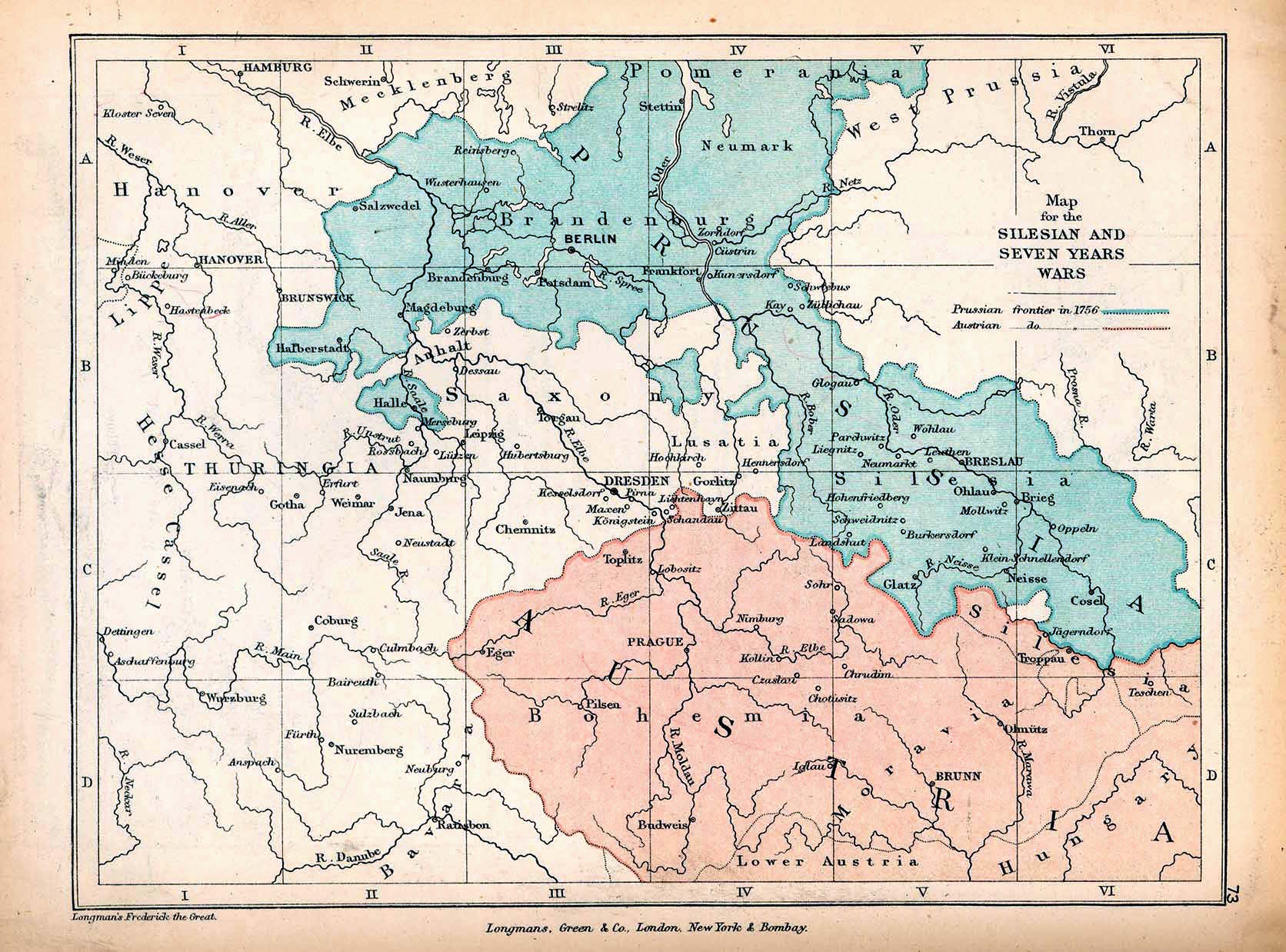
Théâtre européen de la guerre de Sept Ans dans les possessions prussiennes et autrichiennes.

Pendant les guerres de Silésie, Frédéric II de Prusse, occupe la Silésie et oblige la monarchie autrichienne à la lui céder formellement par le traité de Hubertusburg de 1763. Pendant la guerre de Sept Ans, la Prusse, soutenue par la Grande-Bretagne, doit affronter la coalition des Habsbourg, de la France et de l'Empire russe : malgré plusieurs victoires tactiques, son territoire est envahi et elle est au bord du désastre quand la mort d'Élisabeth Ire de Russie et l'avènement de Pierre III, son successeur, admirateur de Frédéric II, lui permettent de conclure la paix à son avantage.

## Les guerres napoléoniennes

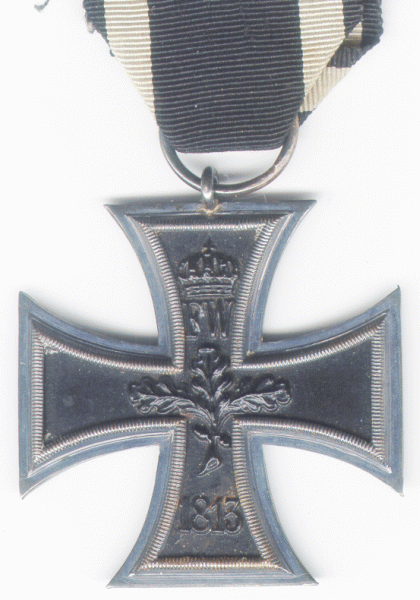
Verso de Croix de fer, version de 1914, 2e classe.

La période des guerres napoléoniennes a mis fin au Saint-Empire romain germanique et a créé de nouveaux États de langue allemande qui formeront par la suite l'Allemagne moderne. Napoléon Ier réorganisa certains États de langue allemande plus petits dans la confédération du Rhin après la bataille d'Austerlitz de 1805 mais ni la Prusse ni l'Autriche, les deux plus grands États de langue allemande, ne faisaient partie de cette confédération.
Frédéric-Guillaume III de Prusse a vu la confédération du Rhin comme une menace aux intérêts prussiens et s'y allia pour faire face à Napoléon. La réputation de l'armée prussienne était demeurée importante après la guerre de Sept Ans mais les tactiques militaires n'avaient pas évolué et étaient toujours essentiellement basées sur des mercenaires étrangers. Le manque de réformes militaires se montra désastreux. Les défaites prussiennes à Iéna et à Auerstadt menèrent à la réduction de moitié de la taille du pays.
La Prusse démoralisée rappela son important général Gebhard Leberecht von Blücher hors de la retraite et il réorganisa l'armée. Les réformes militaires prussiennes ont été menées par Gerhard von Scharnhorst et August von Gneisenau. Ils ont converti l'armée professionnelle en une armée basée sur le service national. Ils apportèrent de plus jeunes officiers, un taux de mobilisation plus élevé, un nouvel état-major centralisé et ont amélioré globalement les tactiques.
C'est en 1813 que la décoration militaire Croix de fer fut établie comme un honneur militaire par le roi Frédéric-Guillaume III. Elle deviendra plus tard le symbole de l'armée allemande.
Après la défaite de Napoléon en Russie, la Prusse et quelques autres États allemands ont rejoint les forces anti-françaises dans la Sixième Coalition. Une victoire décisive sur la France à Leipzig fut remportée et força l'abdication de Napoléon. Malgré les dispositions du Congrès de Vienne, Napoléon reviendra et sera définitivement défait à la bataille de Waterloo en 1815.

## Formation de l’Empire allemand

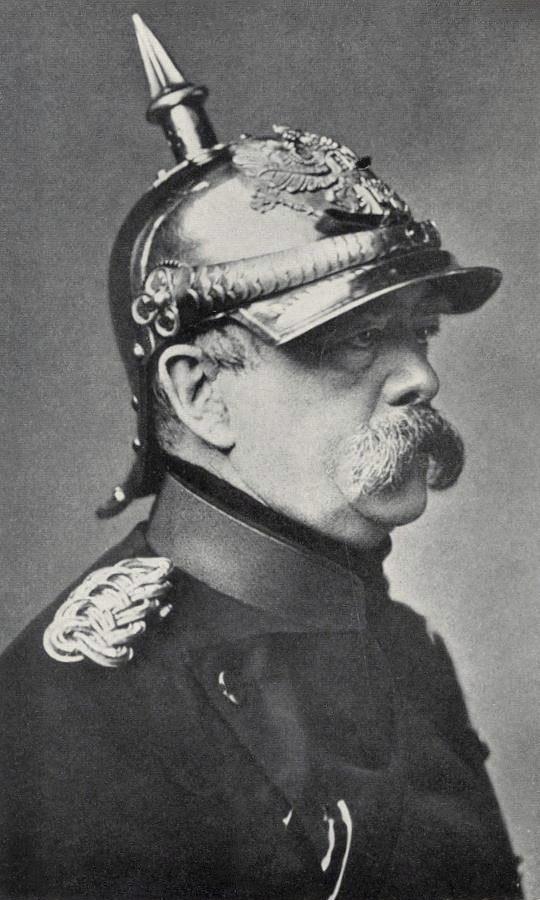
Otto von Bismarck devient Chancelier de l'Allemagne en 1871.

Les deux guerres prusso-danoises confirme le rôle central de la Prusse en Allemagne. La guerre austro-prussienne de 1866 fut le point culminant de la lutte de pouvoir entre le royaume de Prusse et l'empire d'Autriche au sein du monde germanique.
La guerre franco-prussienne de 1870 rassemblant derrière Berlin tous les États allemands vit l'effondrement du Second Empire et permit la création du « Second Empire allemand ». Elle annonçait la fin de l'expansionnisme d'Otto von Bismarck. À partir de ce moment et jusqu’à la fin de sa carrière, il utilisa habilement la diplomatie pour maintenir le statu quo en Europe.
En 1888 cependant, Guillaume II d’Allemagne a accédé au trône allemand. Petit-fils de Victoria Ire du Royaume-Uni, il admirait beaucoup l'Empire de Grande-Bretagne ainsi que sa puissance navale ; il était donc opposé à la politique étrangère soigneuse de Bismarck. Dans cette idée, il a fait de l’amiral Alfred von Tirpitz, militant énergique pour une flotte plus grande, le secrétaire d'État pour la Kaiserliche Marine. Il a réussi à donner à l'Allemagne de 1914 la deuxième plus grande force navale du monde.
Ce programme d'expansion était suffisant pour alarmer les Britanniques, commençant une course aux armements de marine coûteuse et menant indirectement à l'apparition d'une attente fragile entre deux alliances en Europe : la Triple-Entente (Grande-Bretagne, France et Russie) et la Triplice (Allemagne, Autriche-Hongrie et Italie).
Quand en 1914 le nationalisme croissant en Europe trouva un casus belli dans l'assassinat de François-Ferdinand d'Autriche, les Autrichiens lancèrent un ultimatum à la Serbie qu'ils jugeaient responsables. Incité par leurs alliés autrichiens, l'Allemagne a déclaré la guerre contre la Russie le 1er août 1914 en ayant pour résultat une guerre mondiale entre les deux alliances.

## Première Guerre mondiale

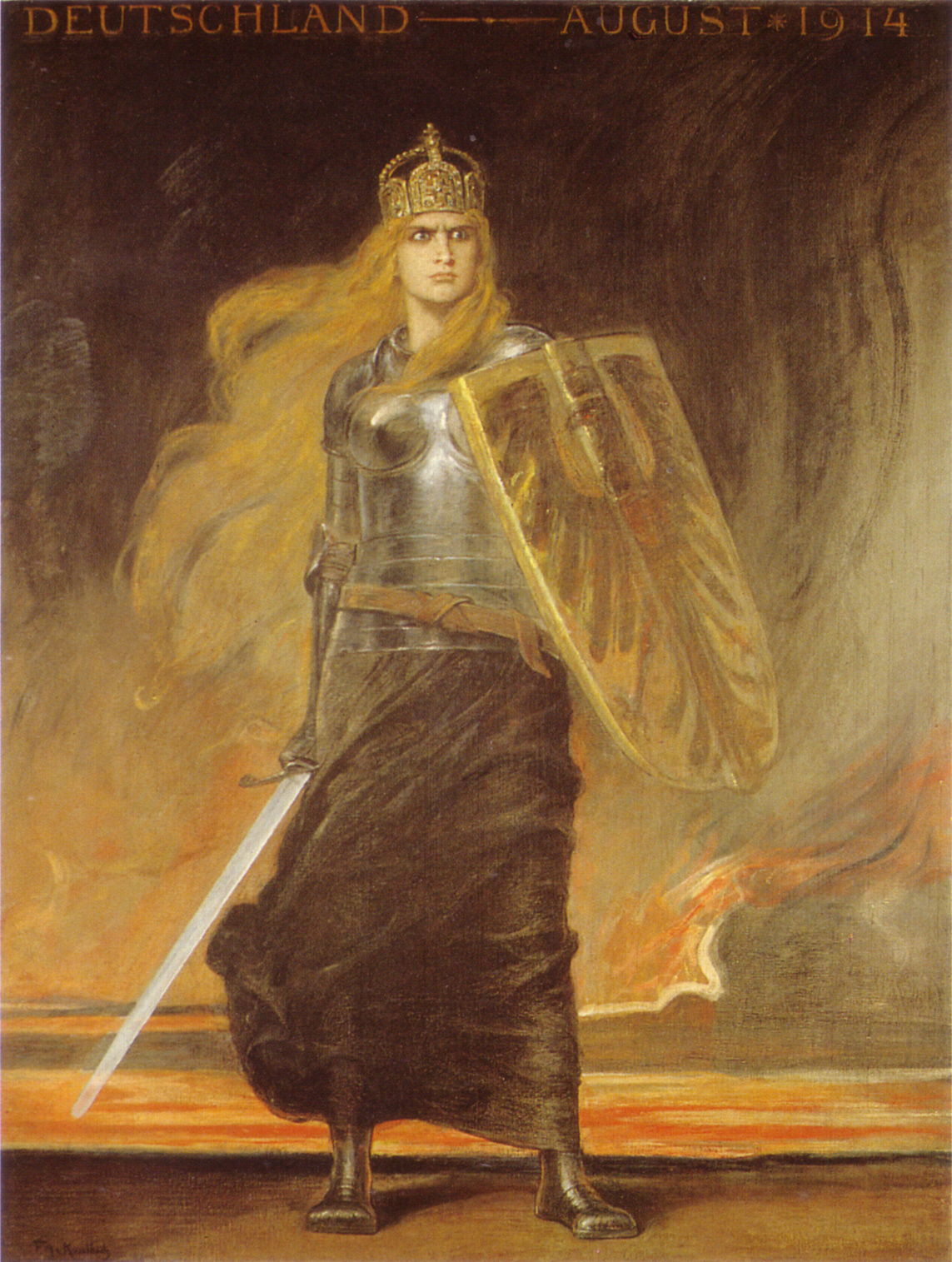
Germania, l'allégorie nationale allemande, à la rescousse de la mère patrie entrant en guerre : la légitimation donnée par le pangermanisme se heurte à l'esprit de revanche nourri par les Français.

Le plan Schlieffen allemand était de gérer l'alliance franco-russe en se débarrassant rapidement des Français par une attaque rapide, puis de se concentrer sur l'unique front russe qui mettrait plus de temps à mobiliser son armée. Au début de la Première Guerre mondiale, l'Allemagne a attaqué la France par la Belgique pour éviter les défenses françaises sur la frontière franco-allemande. Les forces armées allemandes furent battues à la Première bataille de la Marne, puis des années de guerre ininterrompues ont suivi sur le front occidental, principalement des batailles de positions où les tranchées jouèrent un rôle très important.
Cependant, sur le front de l'Est, la guerre était très différente. Les plans initiaux russes pour la guerre étaient d'envahir simultanément la Galicie et la Prusse-Orientale. Bien que la percée initiale de la Russie en Galicie ait été en grande partie réussie, ils furent repoussés en arrière par la Prusse et par les victoires des généraux allemands Paul von Hindenburg et Erich Ludendorff lors de la bataille de Tannenberg en août et septembre 1914. L'état économique et militaire de la Russie était bien moins développé que l'équivalent allemand et face à ce combat inégal, la force combinée des empires allemands et austro-hongrois réussirent à contrer l'attaque russe. Au printemps 1915, les Russes étaient repoussés et les puissances centrales réalisèrent une puissante percée vers le sud de la Pologne, capturant Varsovie le 5 août 1915 et forçant les Russes à se retirer de toute la Pologne.
De guerre de mouvement à position, l'utilisation des tranchées et des mitrailleuses est devenue courante. Les combats les plus âpres se déroulent par phases successives où les attaques se font par assauts massifs à la baïonnette d'une tranchée à une autre. En 1917, l'armée allemande avait commencé à utiliser des nouvelles tactiques d'assaut et d'infiltration dans le but de sortir de l'impasse de guerre de tranchées. Des « troupes de choc » ont été formées et équipées pour ces nouvelles techniques et ont été utilisées avec un effet dévastateur le long du front russe puis à la bataille de Caporetto en Italie. Ces formations ont été alors déployées sur le front occidental pour parer l'attaque britannique de chars de combat à la bataille de Cambrai. En mars 1918, l'Empire allemand a commencé une avance impressionnante créant une percée dans la ligne alliée. Cependant l'offensive fut arrêtée avant d'atteindre Paris.
Les efforts industriels et technologiques de la France et du Royaume-Uni sont tels qu'ils parviennent à dépasser la production militaire allemande à partir de 1917, qui est par ailleurs entravée par le blocus. Ainsi les alliés accompagnent cette production d'évolution au sein de leur doctrine. La motorisation leur permet de déplacer et de concentrer leurs forces sur un secteur du front bien plus rapidement. Le nombre croissant de blindés, utilisés en soutien d'infanterie ou en concentration destinée à obtenir une percée, apporte aux alliés une force de frappe inédite. Pour finir la coopération interarmes se développe, permettant à la fin du conflit une coordination tactique de l'infanterie avec l'artillerie, les forces blindées et l'aviation. 
Parallèlement le 6 avril 1917 les États-Unis entrent en guerre face à la Triple alliance ; avant cela, depuis plusieurs années, ils apportaient néanmoins un soutien commercial et économique à la France et au Royaume-Uni. Cependant l'armée américaine est embryonnaire et n'est pas préparée aux conflits modernes. L'ambition est alors de déployer plus d'un million de soldats américains sur le sol français afin de vaincre l'Empire allemand. L'entrée en guerre des États-Unis a un impact retentissant, il conforte les alliés dans leurs luttes et oblige l'armée allemande à tenter d'obtenir rapidement une fin favorable au conflit, avant que l'engagement de nouvelles troupes ne retourne le rapport de forces en leur défaveur. Les troupes de volontaires américains arrivent progressivement, ils sont formés en Europe et équipés avec un matériel lourd principalement français. À l'armistice l'armée américaine aura obtenu plusieurs victoires, malgré une première expérience du feu très douloureuse ils feront preuve d'une énergie remarquable qui contraste avec les autres belligérants usés par quatre années de guerre. En définitive leur impact stratégique sera limité puisqu'à l’armistice plus d'un million de soldats américains seront présents sur le sol français mais moins de cinq-cent mille auront eu le temps d’être déployés au front. En effet à la suite de l’offensive allemande du printemps 1918 où les divisions libérées par la révolution et l'armistice russe seront arrêtées lors de la deuxième bataille de la Marne. Les armées alliées contre-attaquent alors grâce à une mobilité supérieure. En effet, l'appui des chars, l'artillerie motorisée et la concentration rapide de troupes sous les ordres de l'état major allié, ne permettent pas aux Allemands de retrouver une ligne de défense stable. Repoussé jusqu’à ses frontières, confronté à des troubles intérieur et à une importante désertion, l'Empire allemand est dos au mur tandis que son allié austro-hongrois se désagrège sous le coup de l'armée d'Orient, de l'armée italienne et des luttes intestines. Ne pouvant plus poursuivre le combat seul avec une armée qui se délite et face à l'invasion du territoire qui se prépare, l'Empire allemand accepte de signer une reddition sans condition, pour un arrêt des combats effectif le 11 novembre 1918 à 11 heures.
À la suite de nombreux troubles politiques, la république de Weimar est finalement établie. Le traité de Versailles impose des contraintes très lourdes à un pays ruiné par l’effort de guerre et le blocus, alimentant ainsi des tensions et un esprit revanchard qui constituera un terreau fertile pour la montée du nazisme.

## Entre-deux-guerres
Le traité de Versailles impose d'importantes restrictions à la force militaire allemande. L'armée d'après-guerre, la Reichswehr, établie le 23 mars 1921, est limitée à 100 000 hommes avec 15 000 hommes additionnels dans la marine. La flotte ne peut compter que 6 cuirassés, 6 croiseurs et 12 destroyers[réf. nécessaire]. La conscription est interdite. Les unités de chars de combat, l'artillerie lourde et l'Armée de l'air sont dissoutes. Le traité impose à l'Allemagne, reconnue responsable de la guerre, de lourdes réparations financières pour l'occupation de la Belgique et du nord-est de la France. Malgré l'occupation de la Ruhr par les forces françaises et belges, ces pays ne peuvent obtenir le paiement des réparations. 
La République de Weimar mène un réarmement clandestin par l'entretien d'un corps d'officiers et la coopération militaire secrète avec l'Union soviétique qui s'arrêtera en 1932. Des organisations paramilitaires comme le Stahlhelm monarchiste et les Sturmabteilungen (SA) liées au NSDAP entretiennent l'esprit de revanche. 

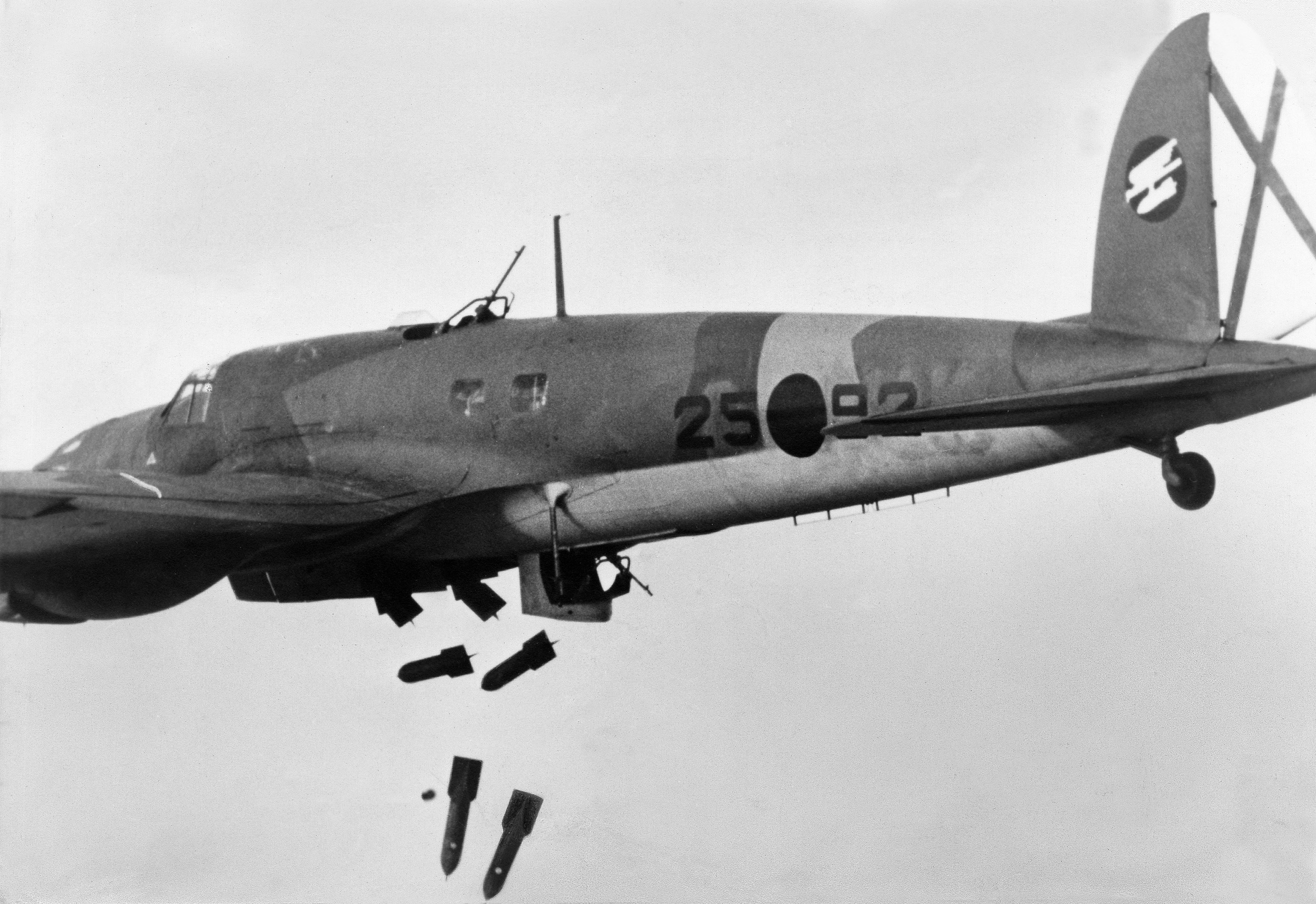
Bombardier allemand Heinkel He 111 de la légion Condor, unité aérienne allemande envoyée en soutien des nationalistes pendant la guerre civile espagnole qui permet au d'expérimenter de nouvelles techniques militaires.

Adolf Hitler, déjà à l'origine du putsch de la brasserie, un coup d'État manqué, rassemble le peuple germanique en développant une idéologie autoritaire et fasciste perceptible de son ouvrage Mein Kampf. Le pangermanisme ainsi que la colère et le ressentiment du traité de Versailles furent même une des causes de son arrivée au pouvoir.
Le régime nazi donne un nouvel élan la remilitarisation, discrètement au début des années 1930. Les forces armées allemandes prennent le nom de Wehrmacht de 1935 à 1945. La Heer est encouragée à expérimenter des techniques de combat basées sur une mobilité poussée associant chars de combat et infanterie motorisée d'après les idées de Heinz Guderian. Plus tard, avec l'ajout d'un support aérien, cette technique sera connue sous le nom de « Blitzkrieg ». La Kriegsmarine relance la construction de navires et Hitler créa la Luftwaffe, une armée de l'air au commandement indépendant de l'armée de terre.
En 1936, l'Allemagne, en violation du traité de Versailles, rétablit ses forces armées en Rhénanie sans que la France réagisse. Puis, le 12 mars 1938, l’Autriche est annexée par l’Allemagne dans l’Anschluss. La région des Sudètes est prise à la Tchécoslovaquie en octobre 1938 et le reste des terres tchécoslovaques est transformé en Protectorat de Bohême-Moravie en mars 1939 : son industrie d'armement, relativement importante (char Pz 38(t)) vient grossir le potentiel du IIIe Reich. 
Préparant la guerre, le Pacte germano-soviétique est signé le 23 août 1939 entre les ministres des Affaires étrangères du Troisième Reich, Joachim von Ribbentrop, et de l’Union soviétique, Viatcheslav Molotov. En plus de la clause de « non agression », elle pose le principe du partage du territoire polonais et une collaboration entre les deux dictatures en dépit des idéologies opposées.

## Seconde Guerre mondiale

Plan de bataille développé par Erich von Manstein en vue de la bataille de France.

La Pologne ayant refusé de renégocier le statut du corridor de Dantzig, Adolf Hitler, attaqua le 1er septembre 1939 sans déclaration de guerre, déclenchant ainsi par le jeu des alliances la Seconde Guerre mondiale. Cependant, la France et le Royaume-Uni ne passent pas à l'offensive laissant l'Allemagne et l'URSS, se partager le pays, conformément au pacte. La résistance militaire de la Pologne est faible et elle s'effondre rapidement à la suite du Blitzkrieg allemand. Dès le début, les forces allemandes se lancent dans des crimes de guerre massifs. Il s'ensuit la « Drôle de guerre », les pays ne s'attaquent pas et préparent leurs armées (le Royaume-Uni et la France était mal préparés pour une guerre, et la Wehrmacht n'a pas brillé en Pologne).
En avril 1940 est déclenchée l'opération Weserübung, les troupes allemandes envahirent et occupèrent le Danemark et la Norvège neutres pour sécuriser l'accès au fer suédois.
Les généraux allemands ont pour la plupart fait la Première Guerre mondiale, ils disposent donc d'une certaine expérience contre les nations occidentales et des terrains d'Europe de l'Ouest. Les plans français étant en grande partie fondés sur une défense statique derrière la ligne Maginot, le général allemand Erich von Manstein prépara un plan pour la conquête de la France. Le 10 mai 1940, les Allemands ont évité la ligne Maginot en lançant une offensive éclair par la Belgique neutre, tout en attaquant aussi le Luxembourg et les Pays-Bas. Les armées françaises et anglaises vont à la rencontre de la Wehrmacht en Belgique. L'avancée principale vers la France se fit par les Ardennes qui étaient pourtant réputées impénétrables pour des chars de combat. En juin 1940, avec les troupes françaises encerclées dans le nord, la France capitule. Le corps expéditionnaire britannique et d'autres unités alliées sont repoussés sur Dunkerque, mais parviennent à s'échapper par la mer, malgré des pertes humaines et matérielles très importantes, grâce à la décision d'Hitler d'attaquer uniquement avec l'aviation.
Pendant l'hiver 1940, l'Allemagne se prépara à une invasion de la Grande-Bretagne, mais ce plan fut abandonné à la suite des difficultés pour la Luftwaffe d'Hermann Göring d'obtenir la supériorité aérienne face à la Royal Air Force lors de la bataille d'Angleterre. 

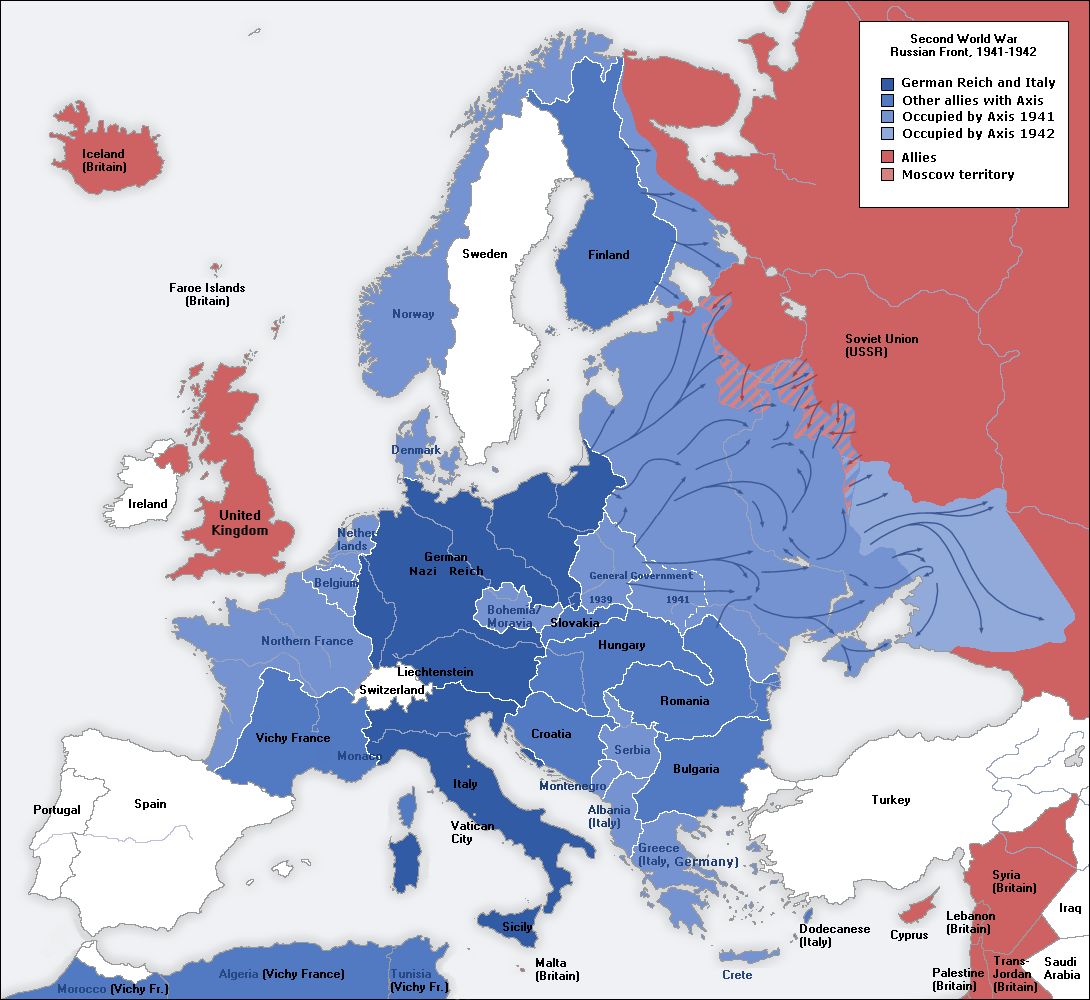
Conquêtes allemandes (bleu) pendant la Seconde Guerre mondiale.

Comme les dépenses dans le budget de la défense allemande augmentaient au fil des années, l'Allemagne se trouva pionnière dans le développement de nombreuses armes et de leur utilisation tactique. C'est le cas des techniques avancées d'assaut avec la création des Sturmgrenadiere, troupes de choc spécialisées, et du premier fusil d'assaut, le sturmgewehr 44 en 1942. Des troupes parachutées Fallschirmjäger et dans l'aéronautique, du Messerschmitt Me 262, qui sera aussi l'un des premiers avions de chasse à moteur à réaction à être développé, du V1, qui sera le premier missile de croisière utilisé, ainsi que le V2 de Wernher von Braun qui posera les bases du futur programme spatial des États-Unis. La Kriegsmarine sera aussi à l'honneur avec le DKM Bismarck, fleuron de la flotte allemande de l'époque.
Pour aider ses alliés italiens qui s'étaient lancés dans plusieurs invasions tel que l'Albanie, des troupes allemandes se déploient en Grèce, en Yougoslavie et en Afrique du Nord vers le début de 1941.
Le 22 juin 1941, l'Allemagne renonça à son pacte de non-agression avec l'Union soviétique et lança l'opération Barbarossa. L'armée allemande et ses alliés ont fait d'énormes gains territoriaux dans les premiers mois de la guerre, atteignant la périphérie de Moscou à l'arrivée de l'hiver. S'attendant à une autre victoire grâce à leur « guerre éclair », les Allemands ne s'étaient cependant pas correctement préparés à une guerre aussi étendue et lointaine et en hiver,.
Le 7 décembre 1941, après avoir largement aidé le Royaume-Uni, la Chine et l'Union soviétique à résister, les États-Unis entrent officiellement en guerre à la suite de l'attaque de Pearl Harbor par le Japon alors allié de l'Allemagne.
Début 1943, l'armée allemande se retrouva en difficulté et fut défaite à Stalingrad dans une bataille qui sera considérée plus tard comme le tournant de la guerre, et plus tard à Koursk. Les ressources allemandes étant concentrées sur le front russe, les Alliés sont parvenus à capturer l'Afrique du Nord. L'Italie a été envahie en juillet 1943 et à rapidement capitulé.
Le 6 juin 1944, les Alliés débarquent en France, ouvrant un front occidental et repoussant graduellement les Allemands jusqu'au Rhin. 
16 jours plus tard commence l'opération Bagration, où l'Union Soviétique détruit 28 des 34 divisions du groupe d'armées Centre et brise complètement la ligne de front allemande. C'est la plus grande défaite de la Wehrmacht et de l'histoire militaire allemande, avec environ 450 000 soldats perdus et 30 000 autres soldats encerlés dans la poche de Courlande. 
En décembre 1944, les Allemands sous Gerd von Rundstedt lancèrent une offensive finale dans le but de reprendre Anvers et de dédoubler les lignes alliées, mais sont défaits dans la bataille des Ardennes.
Berlin tomba à l'Armée rouge en mai 1945. La plupart des forces armées allemandes se rendirent sans condition aux Alliés le 8 mai 1945, quelques jours après le suicide d'Hitler.
Durant la Seconde Guerre Mondiale, l'Armée rouge fit prisonniers 2 389 560 soldats allemands dont 356 687 moururent en captivité, ces chiffres sont faibles comparés aux 5,7 millions de Soviétiques faits prisonniers par les Allemands et dont 3,3 millions périrent en captivité à cause des mauvais traitements subis.

## Guerre froide

Zones d'occupation en 1945.

Le Procès de Nuremberg, qui juge les criminels de guerre nazis, se déroule de 1945 à 1949, établissant le concept de crime de guerre dans le droit international et créant un précédent pour poursuivre les futurs criminels de guerre.
Après la Seconde Guerre mondiale, les frontières orientales de l'État allemand ont été sensiblement modifiées comme le stipulait le traité de reddition. La Prusse et d'autres parties de l'Est de l'Allemagne servirent à former une nouvelle Pologne dont une partie du territoire originel fut incorporé à l'URSS. Le reste de l'Allemagne a été divisé en quatre zones d'occupation : une soviétique (plus tard russe), une américaine, une française et une britannique tout comme la capitale Berlin malgré la discontinuité des zones.
En 1949 l'Allemagne de l'Ouest fut formée des zones françaises, britanniques et américaines, alors que la zone soviétique formait la République démocratique allemande. Le territoire occidental de l'Allemagne tomba naturellement sous la protection de l'Organisation du traité de l'Atlantique nord (OTAN) alors que l'État oriental joignait le Pacte de Varsovie. Chaque État possédait sa propre force militaire modelée selon les pays de leur sphère d'influence. La division a continué jusqu'en 1990 où les deux États ont été réunis.

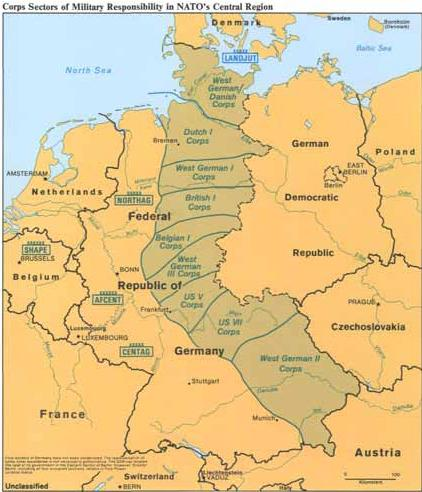
Secteur de responsabilité des corps d'armées de l'OTAN en Allemagne de l'Ouest depuis le retrait de la France du commandement intégré. 3 des 8 corps d'armées en ligne ainsi que 12 des 26 divisions en 1985 sont allemands.

La Bundeswehr a été créé en 1955 en Allemagne de l'Ouest. En 1956, la conscription pour tous les hommes entre 18 et 45 ans a été adoptée après de longues discussions sur la re-militarisation de l'Allemagne. Une exception significative dans cela est venue de la constitution ouest-allemande. En effet, l'Allemagne de l'Ouest fut le premier pays à accorder un service civil alternatif à tous les hommes qui étaient opposés au service militaire pour des raisons morales, indépendamment de l'affiliation religieuse. Pendant la guerre froide, la Bundeswehr a eu une force de 495 000 personnels militaires et 170 000 civils. L'armée de terre était composée de trois corps avec 12 divisions. 
Au zénith de la guerre froide, la Bundeswehr comptait 12 divisions (avec 20 000 à 30 000 soldats/division) de l’armée de terre avec 36 brigades et beaucoup plus de 7 000 chars de combat, de fusils et d’autres chars, 15 unités de combat volantes dans l’armée de l’air et la marine avec ca. 1 000 avions de guerre, 18 bataillons de missiles antiaériens et des unités navales avec environ 40 hors-bord de fusées, 24 sous-marins et des frégates. La contribution matérielle et du personnel aux forces terrestres de l’OTAN et à la défense aérienne intégrée était d’environ 50 pour cent.
La plupart des experts de la guerre froide ont considéré l'Allemagne comme un des endroits les plus susceptibles de voir l'avènement d'un troisième conflit mondial et probablement nucléaire. Les tensions ont été au plus haut en 1948 lors du blocus de Berlin où l'URSS et la République démocratique allemande ont fermé toutes les routes aux approvisionnements pour Berlin-Ouest. Un « pont aérien » allié a soutenu la population et a évité une nouvelle guerre. La construction du mur de Berlin en 1961 a débuté peu de temps après le débarquement de la baie des Cochons et précéda la crise des missiles de Cuba.
En Allemagne de l'Est, l'Armée nationale populaire a été fondée le 1er mars 1956. En 1987 à l'apogée de sa puissance, elle comptait 175 300 soldats dont approximativement la moitié étaient des soldats de carrière.

## Époque moderne

Logo de la Bundeswehr.

Après la réunification en 1990, la Bundeswehr a absorbé partiellement la Nationale Volksarmee de la République démocratique allemande, qui fut dissoute.
L'après guerre froide est aussi marqué par la poursuite de la coopération franco-allemande et européenne (autant économiquement, que politiquement et militairement) dans le cadre de l'Union européenne. C'est par exemple le cas pour le développement de l'hélicoptère de combat multi-rôle Eurocopter Tigre, qui fut le résultat de la coopération des gouvernements allemand et français et d'EADS, groupe industriel numéro un de l'aéronautique et de l'espace en Europe créé de la fusion des grandes entreprises du secteur aéronautique des différents pays européens.
En 1999, la guerre du Kosovo mené par l'OTAN était le premier conflit offensif auquel les militaires allemands ont activement participé depuis la Seconde Guerre mondiale. En 2000, la Cour européenne de justice a ouvert les postes de la Bundeswehr comportant l'utilisation  d'armes aux femmes, auparavant cantonnées dans les divisions médicales et les corps de musique.
Depuis le début des années 1990 la Bundeswehr est devenu de plus en plus présente dans des missions internationales de maintien de la paix en ancienne Yougoslavie mais également dans d'autres régions du monde telles que le Cambodge, la Somalie, la Géorgie et le Soudan.
L'Allemagne participe aussi à la « guerre contre le terrorisme », la campagne militaire des États-Unis suivant les attentats du 11 septembre 2001. Elle est soutenue par plusieurs membres de l'OTAN et d'autres alliés dans le but de mettre fin au terrorisme international. En tant qu'élément de l'opération Enduring Freedom, l'Allemagne a déployé approximativement 2 250 soldats dont le KSK, des navires et des équipes NBC en Afghanistan. Les forces allemandes y ont contribué entre autres via la Force internationale d'assistance et de sécurité.
Le 17 août 2012, la Cour constitutionnelle allemande autorise la Bundeswehr à utiliser des moyens militaires sur le territoire national contre d'éventuelles menaces terroristes sous strictes conditions.